# Бункер-77
Бункер-77 — музей Холодной войны, расположенный в Щучинском районе Гродненской области (Беларусь) близ агрогородка Руткевичи. Согласно Управлению спорта и туризма Гродненского облисполкома, это единственный бывший секретный военный объект в стране, открытый для свободного посещения туристов.

## История
«Бункер-77» возведён в 1974—1977 годах. Изначально он служил запасным командным пунктом военно-воздушных сил СССР. На весь Советский Союз было всего пять подобных объектов. Площадь бункера составляет 941,1 квадратного метра, а весь комплекс расположен на площади примерно 8,5 гектара. Под землю он уходит на три этажа. Объект мог продолжить функционирование даже в случае нанесения непрямого ядерного удара. Бункер выходил на связь с позывным «Сеньор». В режиме автономности в нём можно было выжить 30 дней 50-ти военным. В случае войны из объекта должно было осуществляться командование 95-й истребительной авиационной дивизией.
Внешне он представляет из себя обычный холмик, замаскированный живой растительностью. Рядом ещё несколько холмов поменьше. Сам бункер располагался за массивными металлическими дверями. Внутри находится более 50 различных помещений и кабинетов. На втором этаже были комнаты для отдыха, столовая, санузел и служебные кабинеты. На первом – различные технические помещения, медпункт и сам командный пункт.
«Бункер-77» военные покинули в 2000-х (по данным Sputnik — в 2002 году, по данным СТВ — в 2005). В 2017 году Щучинский райисполком передал пустующий объект туристической фирме «ЛориСтур» во главе с её директором Ларисой Волчок. Новый собственник принял решение практически ничего не менять, лишь убрав накопившийся мусор и дополнив обстановку некоторыми экспонатами. Первое время в музей приезжали те, кто здесь служил. Офицеры рассказывали про армейские будни и передавали карты, противогазы и другие предметы.
В 2024 году, по итогу проводимого Министерством спорта и туризма Республики Беларусь совместно с Национальным агентством по туризму конкурса «Познай Беларусь», «Бункер-77» победил в номинации «Музей года».